# Howard Charles
Howard Charles (Londra, 9 settembre 1983) è un attore britannico.
È conosciuto per il ruolo di Porthos du Vallon nella serie televisiva della BBC del 2014 The Musketeers, ed anche per il suo ruolo in &Me (2013) e Black Forest (2012).

## Biografia
Howard Charles ha studiato al Kingston College nel Regno Unito, tra il 2000 e il 2005.

## Filmografia parziale
- Top Boy - serie TV, 7 episodi (2013-2022)
- The Musketeers - serie TV, 30 episodi (2014-2016)
- Tenebre e ossa (Shadow and Bone) - serie TV, 5 episodi (2021)